# Eumela marinonii
Eumela marinonii är en insektsart som beskrevs av Albino Morimasa Sakakibara 1998. Eumela marinonii ingår i släktet Eumela och familjen hornstritar. Inga underarter finns listade i Catalogue of Life.